# Jean-Baptiste Clément
Jean-Baptiste Clément (Boulogne-Billancourt, 31 de maio de 1836 – Paris, 23 de fevereiro de 1903) foi um communard, músico e cantor. Apesar de ser um dos maiores nomes da canção política da França da segunda metade do século XIX, grande parte do seu repertório foi esquecido na atualidade, com exceção de algumas músicas, em particular a famosa "Le Temps des cerises" (O Tempo das cerejas).